# Худзик Євген Дмитрович
Худзик Євген Дмитрович (10 січня 1977 р.) — режисер Львівського академічного театру імені Леся Курбаса, викладач дисциплін «акторська майстерність», «сценічна мова» на факультеті культури та мистецтв у Львівському національному університеті імені Івана Франка.

## Життєпис
Народився 10 січня 1977 року у селищі Ключі в Усть-Камчатському районі Камчатського краю (РРФСР). Мама працювала бухгалтером, а тато був військовим. У 1979 р. сім'я переїхала у місто Байконур (Казахська РСР), у 1982 р. — місто Львів (УРСР). У дитинстві захоплювався спортивними єдиноборствами — самбо та дзюдо, відвідував секцію з баскетболу.
У 1994—1999 рр. у Львівському національному університеті імені Івана Франка (економічний факультет).
У 1999 р. розпочав працювати у міжнародній студентській організації AIESEC (міжнародна неполітична, неприбуткова молодіжна освітня організація) на посаді віцепрезидента. Він був учасником різних міжнародних та всеукраїнських конференцій. Однак Євген не завжди міг погодитись з певними моментами, які притаманні економічній сфері. Він наголошував: «Уся внутрішня економіка базується на тому, що потрібно робити те, що вигідно тобі, і тоді це буде вигідно усім. На мою думку, в економіці порушуються моральні та етичні сторони. Головна задача успішності — прибуток, а етичні моменти нівелюються. Ще одним мінусом є те, що в наш час важко створити свій власний бізнес, а в 90-х роках це було майже неможливим»[1].
З 2000 р. майбутній режисер розпочав навчання в акторській студії при Львівському театрі іменні Леся Курбаса, (керівник — Кучинський Володимир Степанович). Викладачі: Тетяна Каспрук, (сценічна мова й акторська майстерність), Олег Стефан, (психофізичні тренінги). У 2004—2005 н. р.; 2006—2008 рр. — навчався на філософсько-богословському факультеті Українського католицького університету (Львів). У 2004—2006 рр. навчався на факультеті театрального мистецтва Київського національного університету театру, кіно і телебачення імені І. К. Карпенка-Карого, (спеціальність — режисура театру і кіно; заочна форма навчання). Дипломна робота — вистава «Вертеп», різдвяна містерія, яку він потім поставить у Львівському академічному театрі імені Леся Курбаса та в Українському католицькому університеті.
З 2006 по 2007 рр. був художнім керівником театру-студії «На сходах» та театру-студії «Кодрант». У 2007—2009 рр. працював у Львівському національному університеті імені Івана Франка на факультеті культури й мистецтв викладачем курсів «акторська майстерність» та «сценічна мова» (майстерня В.С Кучинського). У 2008—2011 рр. працював актором, режисером та куратором проєктів у Львівському академічному театрі імені Леся Курбаса. У 2008 р. відбулось три прем'єри студентських вистав у його режисурі: «П'ять стихій» (за дзенськими коанами та текстом Дао де Дзвін), «Дума про братів Неазовських» (за однойменною поемою Ліни Костенко) та «Чотири як рідні брати» (за романом Марії Матіос «Майже ніколи не навпаки»). Значну роль у творчій діяльності режисера займає доробок – Ліни Костенко, (постановки: «Дума про братів Неазовських» (2008 р.), «Сад нетанучих скульптур» (2009 р.), «Сніг у Флоренції» (2015 р.), з цією постановкою Є. Худзик та студенти-актори були на гастролях у Флоренції (Італія).
З 2014 р. знову викладає акторську майстерність у Львівському національному університеті імені Івана Франка на факультеті культури і мистецтв (майстерня О. Д. Стефана). Цього самого року 28 травня презентував сценічне читання за КЛІМом «…п'єса Шекспіра „12 ніч“, зіграна акторами далекої від Англії країни, що і не знали ніколи слів Шекспіра…» у Львівському академічному театрі імені Леся Курбаса.
У 2015 р. обіймав посаду режисера та виконувача обов'язків художнього керівника Львівського драматичного театру імені Лесі Українки. Саме на сцені цього театру реалізував студентські вистави: «Декамерон» за Дж. Бокаччо, «Великий льох» за поезіями Тараса Шевченка, (прем'єра відбулась у 2014 р. на факультеті культури та мистецтв); «Мама Маріца — дружина Колумба» Марії Матіос, (прем'єра 17 березня 2013 р. на Камерній сцені Національного академічного українського драматичного театру імені Марії Заньковецької за підтримки театрального угрупування «Кодрант»). На сьогодні продовжує вдосконалювати свої вміння та навички, як у педагогічній діяльності, так і в режисерській.

## Театр

### Режисерські роботи
1. 2006 — «Вертеп» (різдвяна містерія), театр-студія «На сходах», УКУ
2. 2006 — «Маленька надія», театр-студія «Кодрант»
3. 2007 — «Чоловік і жінка» за поезіями Лесі Українки та Василя Стуса, студія-театр «Кодрант»
4. 2007 — «Пророк» за поезіями та листами Тараса Шевченка, театр — студія «На сходах», УКУ
5. 2008 — «Дума про братів Неазовських» за поемою Ліни Костенко, ЛАТ імені Леся Курбаса
6. 2008 — «П'ять стихій» за дзенськими коанами та текстом Дао де Дзвін, ЛАТ імені Леся Курбаса
7. 2008 — «Чотири як рідні брати» за твором «Майже ніколи не навпаки» Марії Матіос, ЛАТ імені Леся Курбаса, дипломна вистава
8. 2008 — «Вертеп» (різдвяна містерія), ЛАТ імені Леся Курбаса
9. 2009 — «Господиня заїзду» за однойменною комедією Карло Гольдоні, ЛАТ імені Леся Курбаса, дипломна вистава
10. 2010 — «Сад нетанучих скульптур» за поезіями Ліни Костенко, ЛАТ імені Леся Курбаса
11. 2013 — «Мама Маріца — дружина Колумба», за повістю Марії Матіос, театр-студія «Кодрант»
12. 2014 — «Біблія», пластична фреска, студенти 3 курсу акторської майстерності
13. 2014 — «…п'єса Шекспіра „12 ніч“, зіграна акторами далекої від Англії країни, що і не знали ніколи слів Шекспіра…» за КЛІМом, ЛАТ імені Леся Курбаса
14. 2014 — «Великий льох» за поезіями Тараса Шевченка, театр-студія «Кодрант»
15. 2015 — «Декамерон» за Дж. Бокаччо, Львівський драматичний театр імені Лесі Українки
16. 2015 — «Сніг у Флоренції» за поемою Ліни Костенко, студенти 3 курсу акторської майстерності 2015 «Великий льох» за поезіями Т. Шевченка, Львівський драматичний театр імені Лесі Українки
17. 2016 — «Зимова казка» В. Шекспіра, Львівський академічний театр імені Леся Курбаса

## Режисерська фільмографія
1. 2005 — Різдво (короткометражний фільм)
2. 2006 — The Cat Tolic (короткометражний фільм)